# Ambratræ
Ambratræ (Liquidambar) er en lille planteslægt og rummer kun to arter:
| Arter |

- Virginsk ambratræ (Liquidambar styraciflua)
- Østligt ambratræ (Liquidambar orientalis)